# Міддлсекс (округ, Вірджинія)
Шаблон:StateAbbr_ 37°37′ пн. ш. 76°31′ зх. д. / 37.61° пн. ш. 76.51° зх. д.
Округ  Міддлсекс (англ. Middlesex County) — округ (графство) у штаті  Вірджинія, США. Ідентифікатор округу 51119.

## Демографія
За даними перепису 2000 року загальне населення округу становило 9932 осіб, усе сільське. Серед мешканців округу чоловіків було 4773, а жінок — 5159. В окрузі було 4253 домогосподарства, 2912 родин, які мешкали в 6362 будинках. Середній розмір родини становив 2,73.
Віковий розподіл населення поданий у таблиці:
| Стать    | До 15 років | 15-21 | 22-29 | 30-39 | 40-49 | 50-65 | 65-85 | Понад 85 |
| -------- | ----------- | ----- | ----- | ----- | ----- | ----- | ----- | -------- |
| Чоловіки | 773         | 365   | 291   | 588   | 663   | 1108  | 927   | 58       |
| Жінки    | 784         | 310   | 269   | 609   | 785   | 1157  | 1055  | 190      |

## Суміжні округи
- Ланкастер — північ
- Метьюз — південь
- Глостер — південний захід
- Кінг-енд-Квін — захід
- Ессекс — північний захід

## Виноски
1. ↑  U.S. Decennial Census. United States Census Bureau. Архів оригіналу за 19 липня 2018. Процитовано 3 січня 2014.
2. ↑  Historical Census Browser. University of Virginia Library. Архів оригіналу за 11 серпня 2012. Процитовано 3 січня 2014.
3. ↑  Population of Counties by Decennial Census: 1900 to 1990. United States Census Bureau. Архів оригіналу за 15 грудня 2013. Процитовано 3 січня 2014.
4. ↑  Census 2000 PHC-T-4. Ranking Tables for Counties: 1990 and 2000 (PDF). United States Census Bureau. Архів оригіналу (PDF) за 18 грудня 2014. Процитовано 3 січня 2014.
5. ↑  State & County QuickFacts. United States Census Bureau. Архів оригіналу за 7 червня 2011. Процитовано 3 січня 2014.(англ.) Наведено за англійською вікіпедією.
6. ↑  American FactFinder. Бюро перепису населення США. Архів оригіналу за 26 лютого 2012. Процитовано 31 січня 2008.

| США | Це незавершена стаття з географії США. Ви можете допомогти проєкту, виправивши або дописавши її. |